# Râul Valea Muierii, Valea Brusturetului
Râul Valea Muierii este un curs de apă, afluent al râului Valea Brusturetului. 